# José Villegas
José Villegas, teljes nevén José Villegas Tavares (Guadalajara, 1934. június 20. – 2021. december 24.) mexikói válogatott labdarúgó, balhátvéd.

## Pályafutása
Már tizenöt évesen felnőttcsapatban szerepelt, első klubja az Imperio volt. Két év után a La Piedadhoz igazolt, ahol egy évet töltött. Ezt követően szerződtette őt a korszak egyeduralkodója, a Guadalajara. Itt nem kevesebb, mint húsz évet töltött, és ezalatt a két évtized alatt nyolc bajnoki címet, két kupagyőzelmet, hét szuperkupát és egy CONCACAF-BL-győzelmet ünnepelhetett az együttessel.
A válogatottal két világbajnokságon (1958, 1962) vett részt, összesen pedig húsz meccsen lépett pályára a nemzeti csapatban.

## A Jamaicón-szindróma
Mexikóban létezik egy félid-meddig tréfás kifejezés, amely Villegas becenevével, a Jamaicónnal azonosítja a honvágyat, amely spanyolul „Síndrome del Jamaicón”-ként hangzik, és az 1962-es vb idején mutatott problémái óta azonosítanak az ő nevével.

## Sikerei, díjai
CD Guadalajara
- CONCACAF-bajnokok ligája (1): 1962
- Mexikói bajnok (8): 1956–57, 1958–59, 1959–60, 1960–61, 1961–62, 1963–64, 1964–65, 1969–70
- Mexikói kupa (2): 1962–63, 1969–70
- Mexikói szuperkupa (7): 1957, 1959, 1960, 1961, 1964, 1965, 1970